# Kirkstall

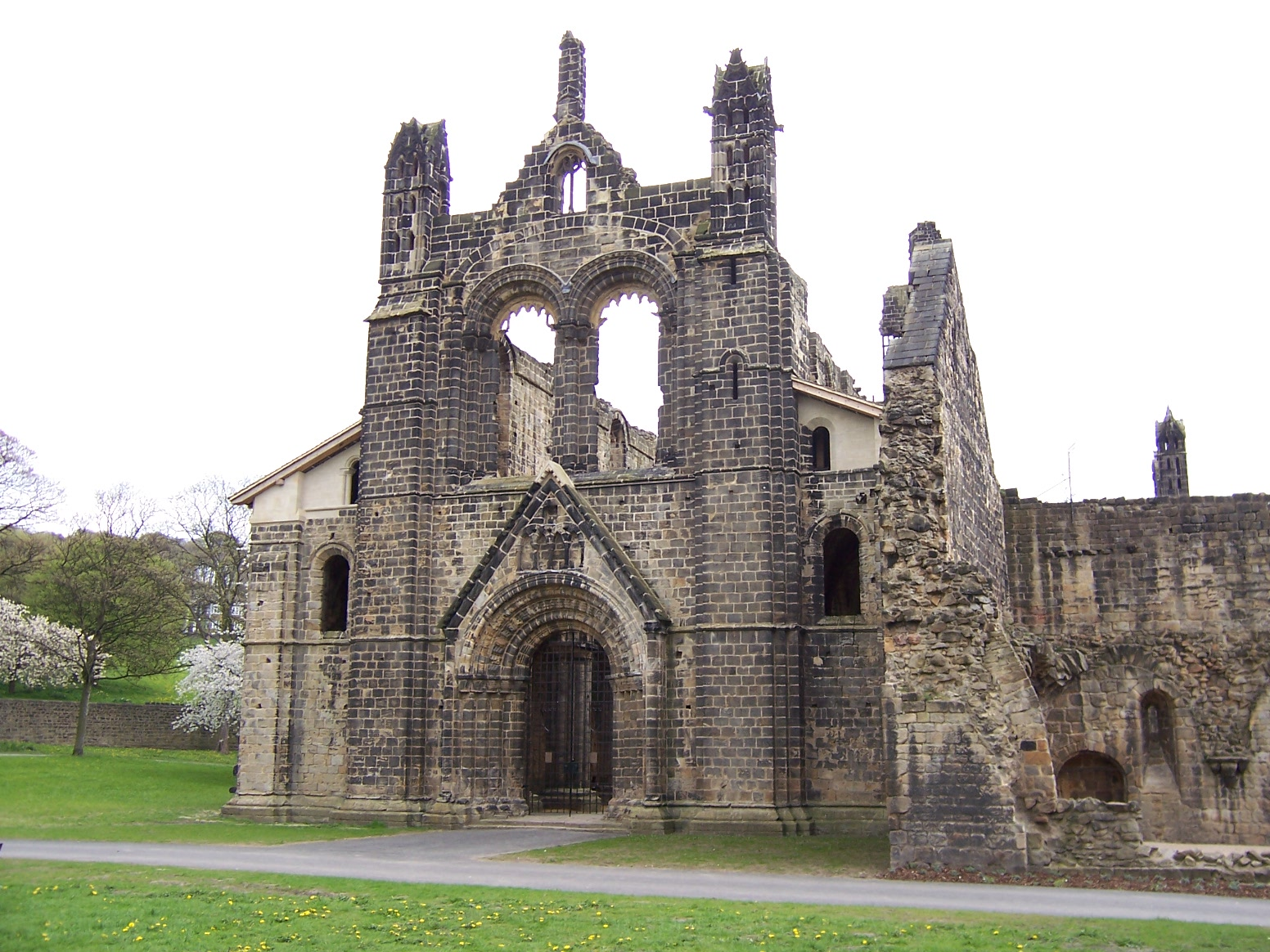
Kirkstall Abbey

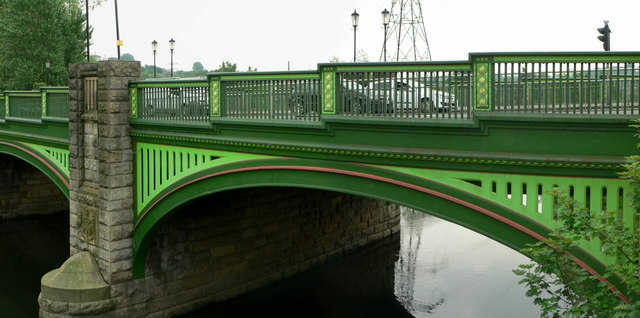
Kirkstall Bridge

Kirkstall är en stadsdel i västra Leeds, England, Storbritannien. Inom stadsdelen ligger det tidigare munkklostret Kirkstall Abbey. Museet Abbey House Museum som ligger här tar upp klostrets och stadens historia.